# Francis Clark Howell
Pour les articles homonymes, voir Howell.
Francis Clark Howell, né le 27 novembre 1925 à Kansas City et mort le 10 mars 2007) à Berkeley en Californie, est un paléoanthropologue américain.

## Biographie
Durant la Seconde Guerre mondiale, il sert dans la marine. À la fin de la guerre, il étudie l'anthropologie et la géologie à l'Université de Chicago, avant d'être recruté, en 1970, par l'Université de Californie, à Berkeley, où il codirige avec Tim White le Centre de recherche sur l'évolution humaine.
Au début de sa carrière, il s'intéresse à l'homme de Neandertal, avant de diriger plusieurs expéditions entre 1967 et 1973, en Éthiopie.
C'est lors de ces missions que des fossiles d'australopithèques, toujours plus anciens, sont mis au jour. Ces prospections aboutiront en 1974 à la découverte de la célèbre Lucy, par Yves Coppens et Donald Johanson, ses élèves.
Il est mort le 10 mars 2007 des suites d'un cancer.